# Liou Jü-siang
Liou Jü-siang (čínsky pchin-jinem Liú Yùxiāng, znaky 刘玉香; * 11. října 1975) je bývalá čínská zápasnice – judistka, bronzová olympijská medailistka z roku 2000.

## Sportovní kariéra
S judem začínala ve 14 letech v provincii Chu-nan. Později se přesunula do Pekingu na vysokoškolská studia. Připravovala se pod vedením Wu Č'-sina. V čínské reprezentaci se prosazovala od roku 1999 v pololehké váze do 52 kg. V roce 2000 startovala na olympijských hrách v Sydney. V semifinále podlehla v boji na zemi Japonce Noriko Narazakiové, ale v opravách v boji o třetí místo dostala do držení Nizozemku Deborah Gravenstijnovou a získala bronzovou olympijskou medaili. V roce 2004 přepustila své místo v pololehké váze Sian Tung-mej a přestoupila do vyšší lehká váhy do 57 kg. Na olympijské hry v Athénách si však jako úřadující mistryně asie formu nepřivezla. Ve druhém kole neudržela minutu před koncem náskok na yuko proti Brazilce Danielle Zangrandové, která jí dostala do submise škrcením. Vzápětí ukončila sportovní kariéru.

### Vítězství
- 2000 – 1x světový pohár (Paříž)

## Výsledky
| Turnaj            | 1996  | 1997  | 1998           | 1999           | 2000           | 2001           | 2002           | 2003           | 2004 |
| Turnaj            | 21    | 22    | 23             | 24             | 25             | 26             | 27             | 28             | 29   |
| Turnaj            | lehká | lehká | pololehká váha | pololehká váha | pololehká váha | pololehká váha | pololehká váha | pololehká váha |      |
| ----------------- | ----- | ----- | -------------- | -------------- | -------------- | -------------- | -------------- | -------------- | ---- |
| Olympijské hry    | —     |       |                |                | 3.             |                |                |                | úč.  |
| Mistrovství světa |       | —     |                | 5.             |                | 3.             |                | úč.            |      |
| Asijské hry       |       |       | —              |                |                |                | —              |                |      |
| Mistrovství Asie  | —     | —     |                | 2.             | —              | —              |                | —              | 1.   |
| Univerziáda       |       |       |                | —              |                | —              |                | —              |      |
| Akademické MS     | 3.    |       | —              |                | —              |                | —              |                | —    |